# Jarakbandekaval, Bangalore North
Jarakbandekaval là một làng thuộc tehsil Bangalore North, huyện Bangalore Urban, bang Karnataka, Ấn Độ.